# Tharandt
Tharandt là một thị xã thuộc huyện Sächsische Schweiz-Osterzgebirge, trong bang tự do Sachsen, Đức. Đô thị này có diện tích 71,22 ki lô mét vuông, dân số thời điểm ngày 31 tháng 12 năm 2006 là 5601 người.
Đô thị này có cự ly 9 dặm Anh về phía tây nam Dresden, bên tuyến đường sắt Dresden-Reichenbach.